# 梅特门施泰滕
梅特门施泰滕（德語：Mettmenstetten）是瑞士联邦苏黎世州阿福尔特恩区的市镇。该市镇面积为13.11平方千米，海拔高度468米，2018年12月31日人口数为5,094。

## 外部連結
- 梅特门施泰滕官方网站 （德文）